# Wolfgang Heyda
Wolfgang Heyda (* 14. November 1913 in Arys, Ostpreußen; † 21. August 1947 in Kiel) war ein deutscher U-Boot-Kommandant während des Zweiten Weltkriegs.

## Militärdienst
Heyda trat 1932 in die Reichsmarine ein und besuchte die Marineschule Mürwik. Bei Kriegsbeginn diente er auf dem Panzerschiff Admiral Scheer Im April 1940 begann er seine U-Bootausbildung. Vom 26. November 1940 bis zum 19. Mai 1941 kommandierte Heyda im Rahmen seiner U-Bootkommandantenausbildung das Schulboot U 120, das zur 21. U-Boot Flottille gehörte. Am 21. Juni 1941 übernahm Heyda das Kommando über U 434. Am 11. November lief Heyda zu seiner ersten Unternehmung mit diesem Boot aus. Mitte Dezember war U 434 der U-Bootgruppe „Seeräuber“ zugeteilt, die nach Maßgaben der von Karl Dönitz entwickelten Rudeltaktik in der Nähe von Gibraltar den Geleitzug HG 76 attackierte, der nach Liverpool unterwegs war. Im Morgengrauen am 18. Dezember wurde U 434 von Zerstörer, die den Konvois schützten, nördlich von Madeira in Position 36° 15' N 15° 48' W Koordinaten: 36° 15' N 15° 48' W gesichtet und mit Wasserbomben angegriffen. U 434 wurde nach dem Auftauchen von dem Zerstörer HMS Blankney gerammt und versenkt. Zwei Mitglieder der Besatzung von U 434 wurden getötet und 42 wurden gefangen genommen.
Unter Führung von Commander Frederic John Walker versenkten die Schiffe der der 36. Escort-Group bei diesem ersten Einsatz vier deutsche U-Boote – einschließlich U 434. Heyda wurde schließlich in das Kriegsgefangenenlager Bowmanville (Camp 30) in Ontario in der Nähe von Toronto in Kanada, geschickt.

## Kriegsgefangenschaft und Fluchtversuch
In Bowmanville im Oktober 1942 fand drei Tage lang ein Aufstand der Gefangenen statt, die gegen ihre Fesselung protestierten. Der Aufstand wurde als die „Schlacht von Bowmanville“ bekannt. U-Boot-Kommandant Otto Kretschmer war an der Rebellion beteiligt, nachdem er eine kanadische Wache angegriffen und gefangen genommen hatte.
Im Spätsommer 1943 entwickelte eine Gruppe Kriegsgefangener einen Fluchtplan, zu dem mit der deutschen U-Bootführung eine Abholung einiger Offiziere von der kanadischen Küste verabredet wurde. Durch dieses sogenannte Unternehmen Kiebitz sollte neben Kretschmer und seinem ersten Offizier Knebel-Döberitz auch die U-Bootkommandanten Elfe und Ey. Zunächst war U 669 für deren Abholung an der Küste von New Brunswick vorgesehen, ging aber auf der Anreise verloren. Stattdessen wurde U 536 zur Mündung des Sankt-Lorenz-Stroms gesandt, wo es am 24. September eintraf und vor Pointe de Maisonette auf die Fliehenden wartete. In Bowmanville war allerdings der Fluchtplan inzwischen infolge eines teilweisen Einsturzes der Gefangenenbaracken über den gegrabenen Fluchttunneln aufgedeckt von den kanadischen Wachtruppen vereitelt worden. Nachdem diese Unternehmung gescheitert war, konzipierte Heyda einen eigenen Fluchtversuch. Er ließ sich an einer sogenannten „Bootsmannsschaukel“ – einer Sitzschlinge an einem Flaschenzug – an einem Strommast nahe dem Lagerzaun emporziehen, schwang sich dort über den Stacheldraht und entkam.
Heyda reiste mit dem Zug 1400 Kilometer nach Pointe de Maisonnette in New Brunswick an der Chaleur-Bucht, um mit U 536 zusammenzutreffen. Polizeikräfte in Kanada und den USA hatten inzwischen durch Entzifferung der codierten Botschaften in den Briefen der Gefangenen von Ausmaß und Ablauf des „Unternehmens Kiebitz“ erfahren und nach Abfangen der aus Deutschland in Geschenkpaketen nach Bowmanville gesandten Landkarten auch eine Vorstellung vom geplanten Treffpunkt bekommen. Die Behörden leiteten entsprechend eine zielgerichtete Fahndung nach dem geflohenen Kriegsgefangenen ein. Heyda wurde am Strand von Pointe de Maisonnette gefangen genommen, wo die kanadische Armee und die Royal Canadian Navy (RCN) darauf warteten, dass das U-Boot vor der Küste auftauchte (die RCN hatte eine große Anti-U-Boot-Task Force unter der Leitung von HMCS Rimouski). Heyda wurde zum Leuchtturm von Pointe de Maisonnette gebracht, wo Korvettenkapitän Desmond Piers von der Royal Canadian Navy die Operation befehligte. Dort konfrontiert Piers den Deutschen, der behauptete, ein Tourist im Urlaub zu sein, mit den Erkenntnissen der Alliierten. In der Bucht hörte man Wasserbomben, aber der Kommandant von U 536, Kapitänleutnant Rolf Schauenburg, wich den angreifenden Schiffen aus und erreichte, nach Versenkung zweier Frachter, den offenen Atlantik, wo sein Boot sechs Wochen später von Geleitschiffen des Konvois SL 139 gestellt und versenkt wurde. Schauenburg überlebte den Untergang von U 536 und wurde seinerseits in ein kanadisches Kriegsgefangenenlager verbracht.

## Tod
Heyda kehrte ins Camp 30 nach Bowmanville zurück und wurde im Mai 1947 aus der Gefangenschaft entlassen. Er starb nur drei Monate später, am 21. August 1947, an Kinderlähmung in der Kieler Universitätsklinik.